# Luigi Albertini
Luigi Albertini (1871, Ancona – 1941, Roma) foi um jornalista italiano e político antifascista.Foi senador italiano desde 1914 até o advento do movimento fascista liderado por Benito Mussolini. Trabalhou para o jornal Corriere della Sera.